# 斯特靈橋之役
斯特靈橋之役（英語：Battle of Stirling Bridge）是第一次蘇格蘭獨立戰爭中的一場戰役。1297年9月11日，在蘇格蘭史特靈近郊、橫跨福斯河的史特靈橋上，安德魯·莫瑞（Andrew Moray ）與威廉·華萊士的军队擊敗了約翰·德·瓦朗，第六代薩里伯爵（John de Warenne, 6th Earl of Surrey）與休·德·克萊辛翰（Hugh de Cressingham）所率的英格蘭、威尔士、苏格兰聯軍。

## 過程
萨里伯爵此前在邓巴战役（Battle of Dunbar）中輕易战胜苏格兰贵族正规军，因此当他面對一支主要是由社会底層乌合而成的蘇格蘭軍之时，有所轻敌，策略失当。當時的史特靈橋是座小桥，宽度仅容两马并辔而过。河北岸的苏格兰人居高临下设阵，俯瞰河岸边一片松软平地。战前，一个在艾文（Irvine）投降並加入英军的苏格兰骑士，理查德·隆迪爵士（Sir Richard Lundie），自荐率一骑兵部队取道附近可容60匹马同时渡河的浅滩，对敌实施侧翼包抄。但薩里伯爵的副将克萊辛翰身兼英王爱德华的苏格兰司库，他擔心战事将因此延长而增加不必要的开支，遂说服伯爵駁回繞道側攻的建议，命令全军翌日从史特靈橋正面进攻。
9月11日清晨，大队英格兰和威尔士射手过桥来攻，苏格兰人陷入苦战，而射手们旋被召还本阵，只因薩里伯爵尚未起床。稍后，英格兰骑士与步兵开始艰难而缓慢的过桥。而苏格兰人不复1296年般散漫混乱。華萊士和莫瑞尽可能牢固的约束了他们的士卒，按兵不动，等待战机。根据《海明堡编年史》（Chronicle of Hemingburgh）记载，苏格兰人在確保他們能應付已過橋敵人的前提下讓盡量多的英军过桥，当由5400名英格兰与威尔士步兵以及数百骑兵组成之英军前锋尽数过桥之后，攻击令下达。
苏格兰的长矛手从高地向史特靈橋飞速俯冲突进，很快夺取并控制了英军的桥头堡。这样，薩里伯爵的前锋与后队的联系就被切断了。在河北岸，中計的重骑兵被分割包围，而尚在南岸的同袍却无法施以援手。只有一个骑士，约克郡人马默杜克·吐翁爵士（Sir Marmaduke Tweng）表现出非凡的沉着，成功从长矛丛中杀出一条路撤回桥南，但他超過上百人的骑士同袍被宰杀，其中包括副將休·德·克萊辛翰，他陣亡後屍體被剥皮並被切成小碎片，作为胜利的纪念品。据《莱纳科斯特编年史》（Lanercost Chronicle）记载，華萊士有“一條（克萊辛翰的）寬皮……从头剥到脚跟，用来做他剑上的肩带”。混编了很多威尔士人的步兵部隊伤亡也同样严重，而有少數成功脱掉盔甲的士兵，則是靠著跳入河中游回南岸而得以倖免。
薩里伯爵身为名将，在河南岸仍然保有其强大可怕的弓箭手部队，并且依然大占地利。他的主力仍然完整无缺，本可以扼守福斯河一线，阻擋住小嚐勝果的苏格兰人過橋南下。但失去信心的他在吐翁逃回之后下令毁桥，向贝里克郡（Berwick）撤退，丢下驻守史特靈城堡的孤军，将苏格兰东低地拱手相让给叛軍。蘇格蘭總管大臣詹姆士·斯图亚特（James Stewart,the High Steward of Scotland）和莱诺克斯伯爵马尔柯姆（Malcolm, Earl of Lennox）的军队原本是薩里伯爵大军的一部分，见到桥北的杀戮后，都相繼撤退並叛變至蘇格蘭一方。詹姆士·斯图亚特以及其他苏格兰贵族甚至在一名為保斯（The Pows）的沼澤密林中突襲英格兰的辎重队，並屠殺了许多溃逃的敵兵。
根據歷史，發生戰役的史特靈橋實際上的位置應位於比今日的史特靈橋更上游一點的位置處，後者是在戰役結束不久之後建造的。此战成为華萊士最伟大的胜利之一。

## 后话
在這場戰役中，莫瑞與華萊士為了對抗英格蘭而集結的七千苏格兰民军，以些微的伤亡代价，擊敗了薩里與克萊辛翰统领的两萬聯軍。由於以步兵为绝大多数的蘇格蘭军以寡擊眾，戰勝了擁有大量騎兵的英格蘭軍，打破了傳統上認為騎兵戰力一定優於步兵的迷思。
雖然蘇格蘭在此次戰役中得勝，但主帥安德魯·莫瑞卻在作戰中多处負傷，一般認為受傷後的莫瑞至少在名義上仍然和華勒斯共同指挥了蘇格蘭軍一段時間，直至在11月間傷重不治而亡。之後華萊士以护国主的身份繼續统领蘇格蘭軍，並揮师南下入侵北英格蘭，但不久後就在1298年的福爾柯克之役中，被英格蘭國王愛德華一世所率領的主力部隊击敗，流亡法國。另有傳說指他回到蘇格蘭後被俘，1305年於倫敦遭處以掛拉分死刑。

## 演义
在1995年由所自導自演的史詩電影《勇敢的心》中，也將史特靈橋之役包含在劇情之內。但在電影中該戰役是發生在一片平原之上，與實際上是在橋上發生的真實歷史大相径庭。